# Toll-lyuk

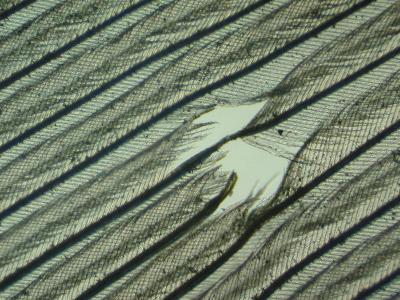
Toll-lyuk mikroszkópos képe egy füsti fecske faroktollán

A toll-lyukak a füsti fecske (Hirundo rustica L.), és néhány más kistestű énekesmadár evező- és faroktollain található, körülbelül 0,5–1 mm átmérőjű lyukak. A lyukak száma és a tolltetű-fertőzöttség közti korrelációra alapozva megállapították, hogy a lyukak tetvek rágásnyomai, füsti fecskéken a Machaerilaemus malleus Burmeister 1838, esetleg a Myrsidea rustica Giebel 1874 (Phthiraptera, Amblycera) nevű tetűfaj(ok) rágásnyomai. A toll-lyukak viszonylag könnyen megszámolhatók, így számos viselkedésökológiai, evolúciós ökológiai cikk használja a őket az ektoparazita fertőzöttség mérőszámaként. 
Az utóbbi időben megkérdőjelezték, hogy valóban a Machaerilaemus malleus okozza a toll-lyukakat. Újabb eredmények megerősítették, hogy a toll-lyukak tetvek rágásnyomai, de számos okból úgy tűnik, hogy a füsti fecskéken nem a Machaerilaemus malleus, hanem a Brueelia domestica Kellogg - Chapman 1899 (Phthiraptera: Ischnocera), más énekesmadarakon pedig a Brueelia genus más tagjai rágják a toll-lyukakat.